# Jarčina
La Jarčina (en serbe cyrillique : Јарчина) est un ensemble constitué de rivières et de canaux situé en Serbie dans la province autonome de Voïvodine et dans la région de Syrmie. Sa longueur est de 53 km. La rivière est un affluent de la Save.

## Međeš
La section supérieure du système est constituée par la rivière du Međeš qui fait 27 km de long. Elle prend sa source au mont Iriški venac, sur les pentes orientales du massif de la Fruška gora, à une altitude de 480 m. Le Međeš coule en direction du sud, passe au monastère de Grgeteg et à Šatrinci, Dobrodol et Žarkovac ; il reçoit les eaux de nombreux ruisseaux descendus des pentes de la Fruška gora. Au village de Putinci, la rivière forme un coude et, à Donji Petrovci, elle reçoit sur sa droite les eaux de la rivière Šelovrenac, à partir de laquelle elle est canalisée.
À la hauteur de Šatrinci, un barrage a créé un lac, bordé par une plage très fréquentée en été.

## Jarčina-Galovica
Au départ le canal est scindé en deux parties, le canal de la Jarkovačka Jarčina et celui de Jarčina-Galovica. Le premier se jette dans la Save à Jarak, un village situé à l'est de la ville de Sremska Mitrovica. Le second continue sa course sur 4 km et passe à Popinci avant de traverser le canal de Galovica au village de Prhovo.

## Progarska Jarčina
À partir de cet endroit, les 22 km du canal sont connus sous le nom de Progarska Jarčina. Il reçoit sur sa gauche les eaux de la Krivaja et, à Ašanja, au nord du marais de l'Obedska bara, le canal s'oriente vers l'est, quitte la Voïvodine et entre dans la région de la ville de Belgrade. Il se jette dans la Save au village de Progar, dans la municipalité de Surčin), à une altitude de 70 m.
Dans cette partie de son cours, le canal traverse la sous-région de Podlužje, qui fait partie de la Syrmie (Srem) ; il passe près du lac de Živača et sert à alimenter la frayère de Boljevci. Le canal longe aussi la forêt marécageuse de Bojčin.